# Nuno Gallego
Nuno Gallego Fernández (Orense, España, 16 de junio de 2001) es un actor y bailarín español conocido en la pequeña pantalla principalmente por sus papeles de Darío en UPA Next, Marcos en Clanes y Héctor Krawietz en Élite.

## Biografía
Durante su infancia, Gallego quería ser biólogo, pero a los 11 años decidió que quería dedicarse a la actuación.
Cursó sus estudios de interpretación en la Escuela Municipal de Arte Dramático de Madrid, y en la Real Escuela Superior de Arte Dramático.
En 2022, fichó por UPA Next, la continuación de Un paso adelante para Atresplayer, en la que interpretaría a Darío, un bailarín aprendiz de la academia.
En 2024, formó parte del reparto de la última temporada de Élite, interpretando a Héctor Krawietz. En agosto de ese mismo año, se anunció que formaría parte del reparto de Olympo, una serie de Netflix.

## Filmografía
| Año       | Serie                 | Personaje          |
| --------- | --------------------- | ------------------ |
| 2022–2023 | UPA Next              | Darío              |
| 2022      | Historias de UPA Next | Darío              |
| 2024      | Clanes                | Marco              |
| 2024      | Élite                 | Héctor Krawietz    |
| 2025      | Olympo                | Cristian Delallave |